# Alto (Teksas)
Alto – miasto w Stanach Zjednoczonych, w stanie Teksas, w hrabstwie Cherokee.